# Таоюань
Таоюань (кит. трад. 桃園, піньїнь: Táoyuán, буквально «персиковий сад») — це особливий муніципалітет Республіки Китай (Тайвань), розташований на північному заході Тайваню, сусідній з містом Новий Тайбей на північному сході, повітом Їлань на південному сході та повітом Синьчжу на південному заході. Район Таоюань є резиденцією муніципального уряду, який разом із районом Чжунлі утворює велику столичну територію. Таоюань розвинувся з міста-супутника столичної області Тайбей і став четвертим за величиною столичним регіоном і п'ятим за величиною населення містом Тайваню. «Таоюань» у перекладі з китайської буквально означає «персиковий сад», оскільки в цьому районі було багато персикових дерев. Таоюань, який раніше був повітом, став останнім новим спеціальним муніципалітетом, заснованим у 2014 році.

## Географія
Таоюань розташований приблизно за 40 км на південний захід від Тайбею, на півночі Тайваню, і займає 1220 км². Він складається з низинних рівнин, з’єднаних між собою горами. Його форма має довгу і вузьку форму з південного сходу на північний захід, з південним сходом у хребті Сюешань і дальнім кінцем на березі Тайванської протоки. На плато Таоюань є багато зрошувальних ставків, через що Таоюань отримав прізвисько «містечко з тисячею ставків» (千塘之鄉).

### Клімат
Таоюань має вологий субтропічний клімат з м’якою або теплою зимою та жарким літом, характерним для північного Тайваню. 

## Історія
Місто було засноване в XVIII столітті поселенцями народу  хакка. Вони садили в околицях персикові дерева і назвали місцевість «Тао-ах-юань», що означає «персиковий сад». Потім це назва перетворилася в «Таоюань», і під цією назвою місто згадується в документах династії Цин в 1888.

## Транспорт

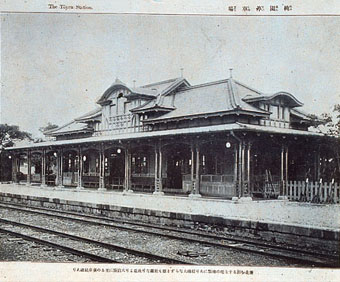
Станція в Таоюань в часи японського правління

### Залізничний транспорт
Через Таоюань проходить залізнична лінія, що зв'язує північ і південь Тайваню. В повіті Таоюань знаходиться станція  високошвидкісної залізниці, від якої можна дістатися до міста на автобусі.

### Автобус
Автобусні маршрути пов'язують Таоюань з іншими містами повіту, усіма великими містами Тайваню, а також зі станцією високошвидкісної залізниці і міжнародним аеропортом Тайвань Таоюань.

### Міжнародний аеропорт Таоюань
Міжнародний аеропорт Таоюань (до 2006 Міжнародний аеропорт імені Чан Кайши) — самий завантажений аеропорт Тайваню. Існують два термінали, що обслуговують міжнародні рейси. У 2017 році відкрилася лінія метрополітену що з'єднує місто з міжнародним аеропортом та зі столицею Тайваню.

## Адміністративний поділ
До складу повіту Таоюань входять 5 міст повітового підпорядкування, 1 Міська волость та 7 сільських волостей.

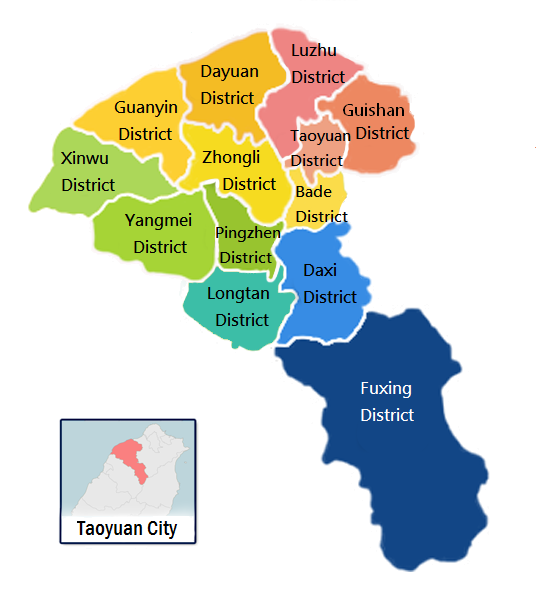

- Міста повітового підпорядкування
  - Баде (八德市)
  - Пінчжень (平鎮市)
  - Таоюань (桃園市)
  - Янмей (楊梅市)
  - Чжунлі (中壢市)
- Міські волості
  - Дасі (大溪鎮)
- Сільські волості
  - Даюань (大園鄉)
  - Фусін (復興鄉)
  - Гуаньінь (觀音鄉)
  - Гуйшань (龜山鄉)
  - Лунтань (龍潭鄉)
  - Лучжу (蘆竹鄉)
  - Сіньу (新屋鄉)

## Міста-побратими
На сьогоднішній день у Таоюань є 4 міста-побратима:
- Кенневік, США з 24 лютого 1992
- Логан Сіті, Австралія з 18 березня 1995
- Балви, Латвія з 12 лютого 1997
- Ірвайн, США з 2 лютого 2001